# Rendaer Höhe
Die Rendaer Höhe ist eine größtenteils waldfreie, wellig gegliederte Landschaft auf dem Plateau des südlichen Ringgaus im nordhessischen Werra-Meißner-Kreis. Sie liegt innerhalb des „Geo-Naturparks Frau-Holle-Land“. Wegen ihrer überregionalen Bedeutung als Rast- und Nahrungsgebiet für Zugvögel und als Brutbiotop für gefährdete Vogelarten wurde die offene Hochfläche zu einem Vogelschutzgebiet erklärt und in das europaweite Schutzgebietsnetz Natura 2000 integriert, das dem Erhalt wildlebender Pflanzen- und Tierarten und ihrer natürlichen Lebensräume dient.

## Lage
Der Ringgau gehört zu den westlichen Ausläufern der Muschelkalkplatten, die das Thüringer Becken umranden und sich vom Nordwesten Thüringens bis nach Hessen erstrecken. Die Werra trennte einst den Ringgau von seinem ursprünglichen Gesteinsverband der Randplatten und schuf mit ihm einen Zeugenberg, der in seinem Zentrum durch einen tektonischen Grabenbruch zerschnitten wird. Die langgestreckte „Netra-Ifta-Talung“ teilt den Ringgau in einen nördlichen und einen südlichen Bereich.
Während die Hochfläche und die Hänge des nördlichen Ringgaus zum größten Teil bewaldet sind, wird die Hochebene des südlichen Ringgaus durch landwirtschaftliche Bearbeitung geprägt. Allerdings sind hier höhenbedingt die Vegetationszeiten verkürzt und die schwer zu bearbeitenden Böden, Rendzinen auf Kalkstein, teilweise so flachgründig, dass oft nur eine Grünlandnutzung möglich ist.
Der Bereich des Vogelschutzgebiets erstreckt sich von Grandenborn im Westen bis zur Landesgrenze zu Thüringen im Osten. Im Norden reicht das Vogelschutzgebiet von Netra und Lüderbach bis an Renda und Altefeld im Süden. Administrativ gehört es zu den Gemarkungen von Röhrda, Netra, Lüderbach, Renda und Grandenborn der Gemeinde Ringgau und Altefeld der Gemeinde Herleshausen im Werra-Meißner-Kreis.
Westlich des Vogelschutzgebiets, an der von bewaldeten Steilhängen begrenzten Hochfläche, liegt das Naturschutzgebiet „Boyneburg und Schickeberg bei Breitau“. Es beinhaltet einen Bereich des dreigeteilten Vogelschutzgebiets „Felsklippen im Werra-Meißner-Kreis“. Die natürlichen Felsklippen sind Brutgebiete von Wanderfalke und Uhu, die die Rendaer Höhe als Jagdgebiet nutzen. Weiter westlich geht die Landschaft in die Teileinheit „Hosbach-Sontra-Bergland“ des Naturraums „Fulda-Werra-Bergland“ im „Osthessischen Bergland“ über.

## Schutzobjekte
Einer der Gründe für die Ausweisung als Vogelschutzgebiet ist die hohe Eignung der Rendaer Höhe als Rast- und Nahrungsgebiet für Zugvögel und als Brutbiotop für gefährdete Vogelarten. Bei Exkursionen im Rahmen von Untersuchungen für den Monitoringbericht wurden auf der Gesamtfläche Vögel erfasst, für deren Schutz nach der Richtlinie über die Erhaltung der wild lebenden Vogelarten der Europäischen Union, kurz Vogelschutzrichtlinie genannt, besondere Maßnahmen ergriffen werden müssen. Zu den Arten des Anhangs I der Vogelschutzrichtlinie, für die spezielle Schutzgebiete ausgewählt werden sollen, gehören: Kornweihe, Wachtelkönig, Schwarz- und Grauspecht, Merlin, Wanderfalke, Kranich, Neuntöter, Schwarz- und Rotmilan, Wespenbussard und Goldregenpfeifer. Von den Vogelarten, die nach dem Artikel 4.2 der Vogelschutzrichtlinie geschützt werden, wurden auf der Rendaer Höhe Wiesenpieper, Wachtel, Baumfalke, Bekassine , Raubwürger, Großer Brachvogel, Steinschmätzer, Gartenrotschwanz, Braunkehlchen und Kiebitz beobachtet.
Von diesen Arten geht es Wachtelkönig, Bekassine, Raubwürger, Großer Brachvogel, Braunkehlchen und Kiebitz besonders schlecht. Sie sind als „Wiesenvögel“ auf natürlicherweise wenig bewachsene, offene und magere Standorte angewiesen. Trotz Schutzbemühungen befinden sie sich in der aktuellen „Roten Liste der bestandsgefährdeten Brutvogelarten Hessens“ in der Gefährdungskategorie 1 und gelten als „vom Aussterben bedroht“.
In dem Gebietsstammblatt des Hessischen Fachkonzepts, das neben dem Gebietscharakteristikum Angaben über die Vorkommen enthält, werden als Hauptauswahlgründe für die Einrichtung als Vogelschutzgebiet die große Bedeutung der Rendaer Höhe als Rastplatz für Vogelarten des Offenlandes genannt. Die exponierte Lage, in einer der Hauptschneisen des Vogelzuges, ist vor allem für Wiesen- und Watvögel, wie Großer Brachvogel, Goldregenpfeifer und Kiebitz wichtig. Auch ziehende Kraniche und große Schwärme mit Feldlerchen und Drosseln nutzen die Wiesen und abgeernteten Ackerflächen zur Rast und zum längeren Verweilen. Für Neuntöter, Raubwürger, Wachtel und Wachtelkönig zählt die Hochfläche zu den bedeutendsten Brutgebieten in Hessen. Die Rendaer Höhe gilt nach dem „Top-5-Kriterium“ des Hessischen Fachkonzepts als eines der fünf wichtigsten Brutgebiete für den Neuntöter und für den seltenen Großen Brachvogel als einer der fünf wichtigsten Rastplätze in Hessen.

## Gefährdungen und Entwicklungsziele
Als eine der allgemeinen Gefährdungsursachen für den Lebensraum der Vögel wird die Strukturverarmung in der Feldflur durch die Intensivierung der Landwirtschaft angesehen. Harte Wirtschaftsgrenzen lassen keinen Platz für Übergangshabitate wie Feldgehölze oder Ackerrandkulturen. Starke Düngung und der Einsatz von Pestiziden haben eine Artenverarmung und Verknappung der Insektennahrung für die Jungenaufzucht zur Folge. Großes Störpotential auf der Rendaer Höhe besitzen auch die frei laufenden Hunde der Spaziergänger.
Nach dem Monitoringbericht ist das Leitbild für das Vogelschutzgebiet der Erhalt und die Entwicklung der drei verschiedenen Lebensräume, die wichtig für die Arten sind. Zu ihnen gehören das „strukturarme Offenland“, mit großräumigen Acker- und Wiesenflächen, die von überregionaler Bedeutung als Rastgebiet gelten. Das „strukturreiche Offenland“, mit seinen landwirtschaftlich nur extensiv genutzten Bereichen, das einen hohen Anteil an strukturierenden Elementen wie Hecken, Obstbäume und Baumreihen aufweist. Es ist besonders geeignet als Bruthabitat seltener Vogelarten und als Jagdrevier verschiedener, auch außerhalb des Vogelschutzgebiets brütender Greifvogelarten sowie die „Waldbereiche“ mit mehr oder weniger großen Flächen und unterschiedlichen Baumarten. Formuliertes Entwicklungsziel ist die Offenhaltung der Hochfläche, die Fortführung und eine stellenweise Extensivierung der Landwirtschaft sowie der Verzicht auf weitere bauliche Erschließungen im Gebiet und auf Windkraftanlagen im und um das Gebiet.

## Unterschutzstellung
Mit der Vogelschutzrichtlinie wollen die Staaten der Europäischen Union sämtliche in ihrem Gebiet natürlicherweise vorkommenden Vogelarten einschließlich der Zugvogelarten in ihrem Bestand dauerhaft erhalten und neben dem Schutz auch die Bewirtschaftung und die Nutzung der Vögel regeln. Die Übernahme dieser Richtlinie, deren kodifizierte Fassung im Jahr 2010 in Kraft getreten ist, in deutsches Recht erfolgte vornehmlich durch das Bundesnaturschutzgesetz und die Bundesartenschutzverordnung sowie durch einige Bestimmungen des Jagdrechts. Danach werden alle regelmäßig in Deutschland vorkommenden „europäischen Vogelarten“ besonders geschützt und für sie müssen geeignete Lebensräume in ausreichender Flächengröße erhalten oder geschaffen werden.
Die Umsetzung der Verpflichtungen aus der Vogelschutzrichtlinie sollte in Hessen nach fachlichen Kriterien erfolgen, wonach für die zu schützenden Vögel die „zahlen- und flächenmäßig geeignetsten“ Gebiete ausgewählt werden. Als Rastgebiet für Vogelarten des Offenlands und Brutgebiet für Vögel, die vom Aussterben bedroht sind, wurde die Rendaer Höhe, mit zahlreichen weiteren schutzwürdigen hessischen Gebieten, der EU für Natura 2000 vorgeschlagen. Das Meldeverfahren wurde im Jahr 2004 abgeschlossen. Neben dem Gebietsmanagement und dem damit verbundenen Monitoring wurde eine förmliche Schutzerklärung gefordert, die im Januar 2008 mit der „Verordnung über Natura 2000-Gebiete in Hessen“ erfolgte. Das Vogelschutzgebiet besitzt eine Größe von 1.397,22 Hektar, hat die Gebietsnummer 4926-402 und den WDPA-Code 555537590.

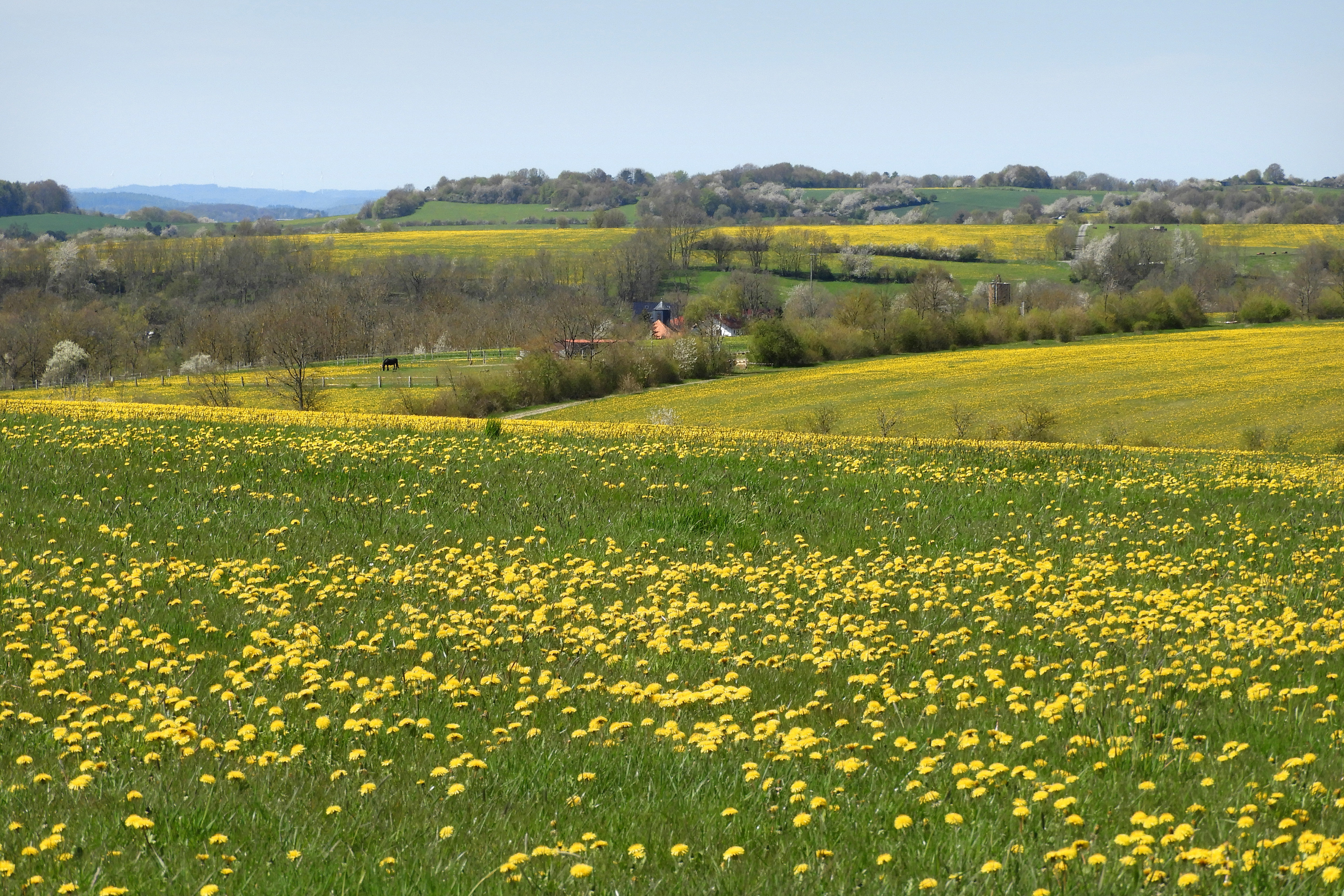
Blick über Renda auf den südwestlichen Bereich.
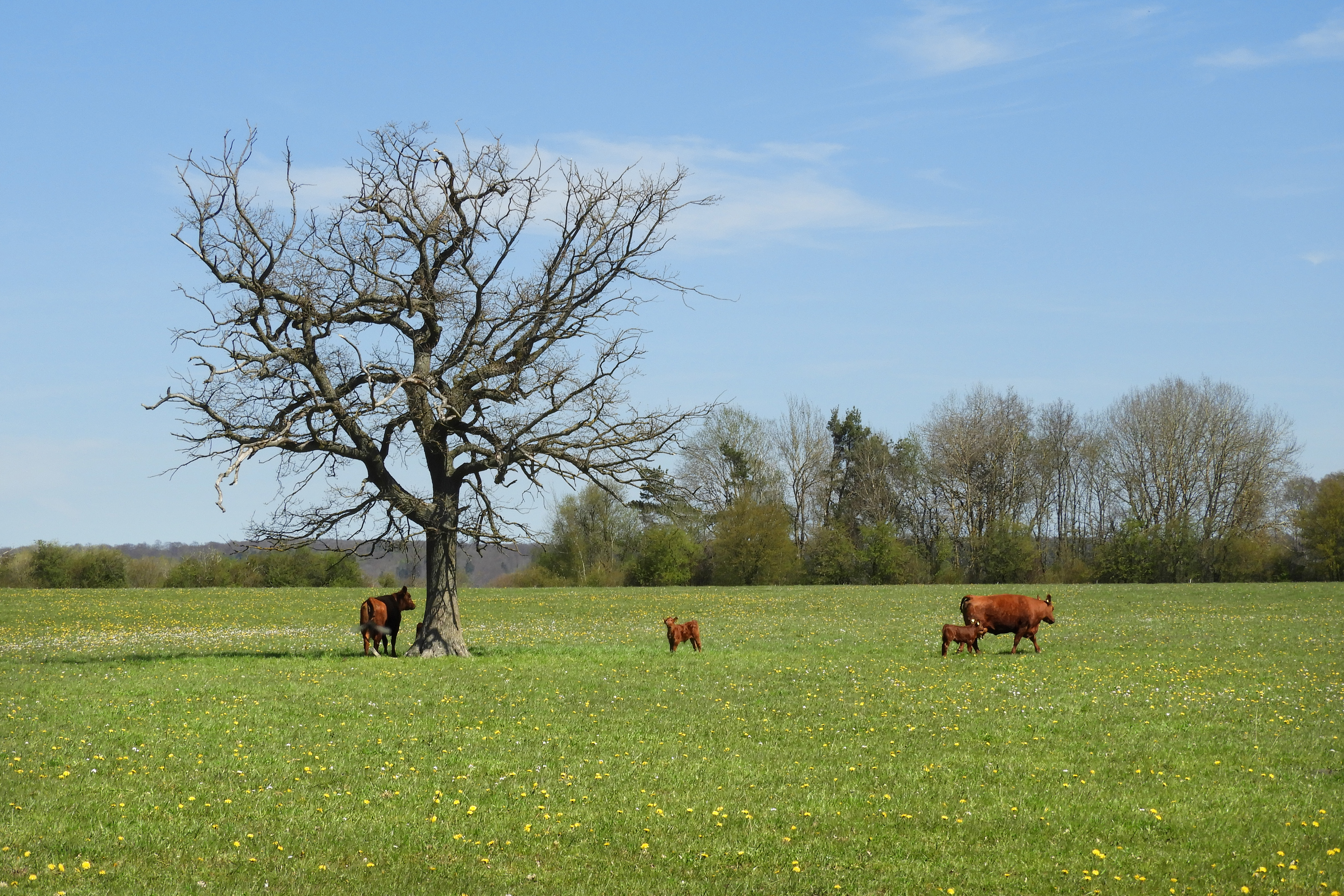
Mutterkuhhaltung auf der Hochfläche.
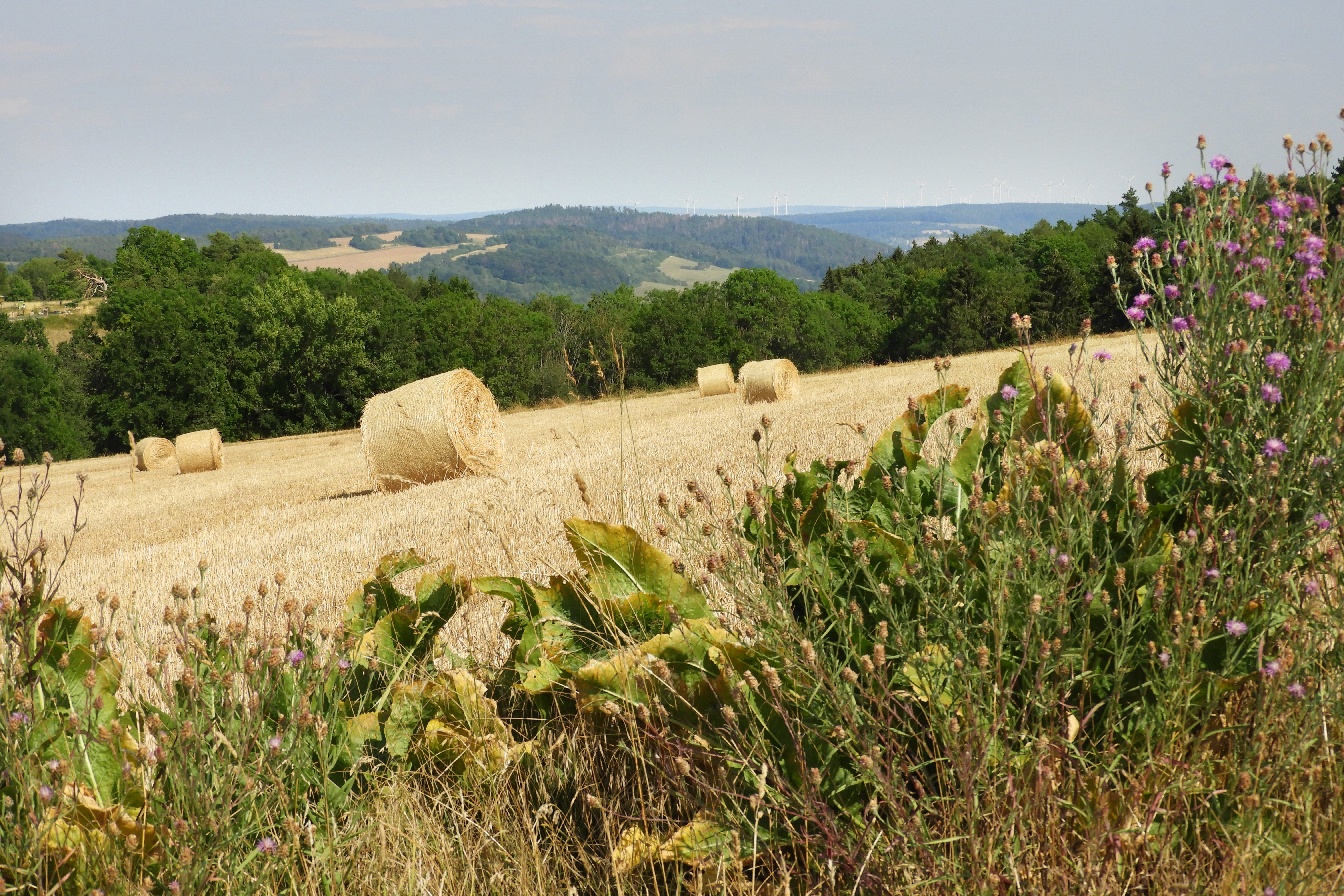
Der östliche Teil mit den thüringischen Bergen des nördlichen Ringgaus im Hintergrund.